# Izabelin
Izabelin è un comune rurale polacco del distretto di Varsavia Ovest, nel voivodato della Masovia.
Ricopre una superficie di 64,98 km² e nel 2004 contava 9 905 abitanti.